# Platerodrilus
Platerodrilus là một chi bọ cánh cứng của họ Lycidae. Chúng thường được biết đến với tên Duliticola, nay được xem là một tên đồng nghĩa. Con cái tồn tại mãi ở dạng ấu trùng và dài chừng 40–80 mm. Con đực thì nhỏ hơn nhiều với kích thướng 8–9 mm. Hầu hết chúng được tìm thấy trong các rừng mưa, đặc biệt là ở Ấn Độ và Đông Nam Á.

## Cách loài
- "Nhóm P. paradoxus"
  - Platerodrilus foliaceus (Masek & Bocak, 2014)
  - Platerodrilus paradoxus (Mjöberg, 1925)
    - =Duliticola paradoxa (Mjöberg, 1925)[2][3]
- "Nhóm P. major"
  - Platerodrilus major (Pic, 1921)
  - Platerodrilus ngi (Masek & Bocak, 2014)
  - Platerodrilus wittmeri (Masek & Bocak, 2014)
- "Nhóm P. sinuatus"
  - Platerodrilus ijenensis (Masek & Bocak, 2014)
  - Platerodrilus luteus (Masek & Bocak, 2014)
  - Platerodrilus maninjauensis (Masek & Bocak, 2014)
  - Platerodrilus montanus (Masek & Bocak, 2014)
  - Platerodrilus palawanensis (Masek & Bocak, 2014)
  - Platerodrilus ranauensis (Masek & Bocak, 2014)
  - Platerodrilus sibayakensis (Masek & Bocak, 2014)
  - Platerodrilus sinabungensis (Masek & Bocak, 2014)
  - Platerodrilus sinuatus (Pic, 1921)
  - Platerodrilus talamauensis (Masek & Bocak, 2014)
  - Platerodrilus tujuhensis (Masek & Bocak, 2014)
- Không xếp nhóm
  - Platerodrilus bicolor (Wittmer, 1966)
    - =Platerodriloplesius bicolor (Wittmer, 1966)

  - Platerodrilus crassicornis (Pic, 1923)
    - =Platrilus crassicornis (Pic, 1923)

  - Platerodrilus hirtus (Wittmer, 1938)
    - =Platrilus hirtus (Wittmer, 1938)

  - Platerodrilus korinchiana
  - Platerodrilus robinsoni (Blair, 1928)
  - Platerodrilus ruficollis (Pic, 1942)
    - =Falsocalochromus ruficollis (Pic, 1942)
    - =Duliticola hoiseni (Wong, 1996)[4]